# Maurice Bardonneau
Maurice Charles Adolphe Bardonneau (22 de maio de 1885 — 3 de julho de 1958) foi um ciclista francês. Competiu nos Jogos Olímpicos Intercalados de 1906 em Atenas, nos 5 km, 20 km e na prova de estrada, conquistando a medalha de prata nas duas últimas corridas.